# ناتاشا اطلس
ناتاشا اطلس (عربی: نتاشا أطلس؛ زادهٔ ۲۰ مارس ۱۹۶۴) خواننده و ترانه‌سرای مصری-بلژیکی است. او از سال ۱۹۸۹ میلادی تاکنون مشغول فعالیت بوده و موسیقی‌اش از سبک‌های گوناگونی نظیر موسیقی مراکشی، هیپ هاپ، درام اند بیس و رگه تأثیر پذیرفته‌است؛ موسیقی‌ای که خود آن را «شعبی مدرن» می‌نامد.